# Bê tông thủy công
Bê tông thủy công (tiếng Anh: Hydraulic concrete) là loại bê tông được chế tạo từ các loại vật liệu nặng chuyên dụng cho các công trình thủy lợi, thủy điện hoặc các công trình thường xuyên tiếp xúc với nước, thi công dưới nước hoặc đóng rắn hoàn toàn trong điều kiện ngập nước

## Phân loại
- Bê tông thường xuyên nằm trong nước
- Bê tông nằm ở vị trí mực nước thay đổi liên tục (khô ẩm liên tiếp theo chu kỳ)
- Bê tông nằm ở trên khô (nằm trên vùng mức nước thay đổi)

## Yêu cầu

### Cường độ

#### Cường độ chịu nén
Không có yêu cầu đặc biệt nào đối với cường độ chịu nén (mác bê tông) của bê tông thủy công, phương pháp xác định mác bê tông tuân thủ theo TCVN 3118: 1993. hoặc tuân thủ theo tiêu chuẩn ASTM C109 / C109M - 02 về phương pháp thử tiểu chuẩn cho cường độ nén của vữa xi măng thủy lực

#### Cường độ chịu kéo khi uốn (cường độ chịu uốn)
Được xác định trên mẫu chuẩn hình dầm có kích thước 150*150*600 được tính theo Megapascal tuân thủ TCVN 3119:1993., hoặc tuân thủ tiêu chuẩn ASTM C348-21 về phương pháp thử tiêu chuẩn cho độ bền uốn của vữa xi măng thủy lực

#### Cường độ chịu kéo khi bửa
Được xác định trên mẫu hình trụ hoặc lập phương 150*150*150 tuân thủ tiêu chuẩn TCVN 3120:1993. hoặc tiêu chuẩn ASTM C496 / C496M - 17 về phương pháp thử nghiệm tiêu chuẩn để tách độ bền kéo của các mẫu bê tông hình trụ

### Độ bền
- Bê tông nằm dưới nước hoặc bê tông nằm vùng có mực nước thay đổi phải chống chịu được tác dụng ăn mòn của xung quanh.
- Việc lựa chọn sử dụng loại xi măng nào để bê tông có thể chịu được tác dụng chống ăn mòn cần tuân thủ các tiêu chuẩn về ăn mòn bê tông theo TCVN 12041:2017 hoặc ASTM C1585 - 20[10] về phương pháp tiêu chuẩn đo tỷ lệ hấp thụ nước của bê tông xi măng thủy lực
- Đối với các vị trí vùng biển cần chọn cốt thép tuân thủ tiêu chuẩn về bê tông cốt thép vùng biển TCVN 9139:2012.[11] hoăc ASTM A955 / A955M - 16a[12] về yêu cầu của cốt thép trong môi trường xâm thực

### Độ chống thấm nước
- Độ chống thấm nước của bê tông thủy công được xác định bằng áp lực nước tối đa tác động lên tổ mẫu gồm 6 mẫu thử ở tuổi bê tông 28 ngày, mà trong đó 4 trên 6 mẫu không bị thấm theo TCVN 3116 -1993.[13]
- Mác chống thấm của bê tông thủy công (ký hiệu W) theo TCVN 8219: 2009.[14]

| Mác chống thấm | Áp lực nước tối đa (daN/cm2) |
| -------------- | ---------------------------- |
| W-2            | >= 2                         |
| W-4            | >= 4                         |
| W-6            | >= 6                         |
| W-8            | >=8                          |
| W-10           | >= 10                        |
| W-12           | >= 12                        |

### Thành phần[15]

#### Xi măng và chất kết dính
Xi măng cần đảm bảo khả năng chịu nước, phát triển cường độ sớm, xi măng được chọn cần tính đến tính xâm thực của môi trường nước, tuân thủ tiêu chuẩn GOST 4796-49. hoặc tiêu chuẩn quốc tế ASTM C1157 / C1157M.  Với các cấu trúc sử dụng bê tông khối lớn nên sử dụng chất kết dính được thiết kế riêng với tỷ lệ phù hợp giữa Xi măng Portland, phụ gia phù hợp (phụ gia thủy lực, xỉ hạt lò cao, phụ gia làm đầy) cùng tỷ lệ clinker

#### Cát
Có thể sử dụng cát thạch anh làm sạch hoặc cát nhân tạo (đá nghiền), kích thước hạt lên tới 5mm tuân thủ tiêu chuẩn ASTM C33 / C33M - 18 về cốt liệu mịn cho bê tông

#### Đá và cốt liệu thô
Có thể dùng sỏi hoặc đá nghiền vơi đường kính từ 5mm đến 150mm, thành phần cấp phối cốt liệu thô tuân thủ tiêu chuẩn ASTM C1797 - 17 về chất độn Calci cacbonat (đá vôi) trong bê tông thủy lực và tiêu chuẩn ASTM C33 / C33M - 18 về cốt liệu thô cho bê tông

#### Nước
Không sử dụng nước thải công nghiệp, nước đầm lầy để thi công, nước có hàm lượng khoáng nhất định có thể dùng tuy nhiên cần tuân thủ giới hạn vể tỷ lệ tạp chất theo tiêu chuẩn ASTM C1602 / C1602M - 18 về đặc điểm kỹ thuật của nước cho sản xuất bê tông xi măng thủy lực

## Sản xuất và thi công
Việc sản xuất bê tông thủy công có nhiều điểm khó hơn khi các công trình thủy lợi thủy điện thường ở các vị trí địa lý phức tạp xa xôi, các khụ vực vùng sâu vùng xa.
Thông thường bê tông sẽ được sản xuất tại chỗ thông qua trạm trộn bê tông đặt tại công trường. Việc xác định cấp phối cần được thực nghiệm thực tế để xác định mức độ phù hợp của các loại vật liệu theo vùng miền và khả năng chống thấm thực tế của bê tông đồng thời tuân thủ tiêu chuẩn về thiết kế bê tông và bê tông cốt thép thủy công TCVN 4116-1985. Cần kiểm tra độ mài mòn của bê tông trong môi trường ngập nước hoàn toàn theo ASTM C1138M - 19